# Метростанция „Интер Експо Център – Цариградско шосе“
Вижте пояснителната страница за други значения на Цариградско шосе.
Метростанция „Интер Експо Център – Цариградско шосе“ е станция от линия М4 на Софийското метро, въведена в експлоатация на 25 април 2012 г.

## Местоположение
Метростанция „Интер Експо Център – Цариградско шосе“ е разположена непосредствено под бул. „Цариградско шосе“, като пресича булеварда напречно в направление север – юг. Посоката на пешеходните подлези е избрана съгласно основните притегателни точки в района – съответно 11-етажната сграда на „Интер Експо и Конгресен център“ и тази на магазин „Метро“, разположени около бул. „Цариградско шосе“. След протести от страна на живеещи в ж.к. „Дружба“ на 24 май 2016 г. е пуснат нов пешеходен изход в ж.к. „Дружба 2“, който свързва квартала с метростанцията, посредством дълъг тунел с травалаторни пътеки и асансьор, излизащ в дъното на подлеза на станцията. Общо станцията има 4 входа/изхода.
| № | Име на вход/изход                                 | Достъпност                                                                                                  |
| - | ------------------------------------------------- | --- |
| 1 | ж.к. Дружба 2                                     | тунел с травалатор (т. е. пешеходен с хоризонтална подвижна електромеханично задвижвана настилка), асансьор |
| 2 | Интер Експо Център                                | ескалатор, асансьор                                                                                         |
| 3 | бул. „Цариградско шосе“                           | ескалатор, асансьор                                                                                         |
| 4 | Комплекс на Българската академия на науките (БАН) | асансьор |

## Архитектурно оформление
Архитектурният проект за станцията е на арх. Константин Косев. Функционалното решение на станцията е с два вестибюла, откъдето се осъществява достъпа към левия и съответно десния перон. В архитектурното оформление на вестибюлите е търсено максимално изчистено пространствено решение с добра комуникация. Настилките са изпълнени от комбинация от няколко цвята клинкерни плочки. Стената с входни и изходни врати създава илюзията на стъклена „завеса“, с което се осигурява добра визуална връзка с прилежащия подлез.
Станцията е с два странични перона с дължина 105 m и ширина на всеки от 5 до 7 m. Настилките са изпълнени като комбинация от неполиран гранитогрес в два хармонични пастелни цвята в студената гама.

## Предишни наименования
Първоначално името на станцията е само „Цариградско шосе“, но на 14 юни 2012 г. с решение на общинския съвет е преименувана на „Интер Експо Център – Цариградско шосе“.

## Връзки с градския транспорт

### Автобусни линии
Метростанция „Интер Експо Център – Цариградско шосе“ се обслужва от 5 автобусни линии от дневния градски транспорт:
- Автобусни линии от дневния транспорт: 1, 3, 5, 6, X50

## Буферен паркинг
Станцията разполага с буферен паркинг на две нива с капацитет от 1300 места. За хората, които използват метрото с абонаментна карта за метро, за всички линии, без тези за ученици, ползването на паркинга е безплатно през времето от 05:00 ч. до 0:00 ч., а в останалото време – по 50 стотинки на час. За ползващите карта за еднократно пътуване или карта за всички линии за един ден първите 2 часа са безплатни, а после всеки час се заплаща по 50 стотинки. Без да се ползва метрото цената е един лев на час.